# Raoudha Chaari
Raoudha Chaari (ar. روضة شعري ;ur. 4 lutego 1973) – tunezyjska judoczka. Olimpijka z  Atlanty 1996; gdzie zajęła dwudzieste miejsce w wadze lekkiej.
Startowała w Pucharze Świata w latach 1995-1997. Brązowa medalistka igrzysk śródziemnomorskich w 1997. Wicemistrzyni igrzysk afrykańskich w 1995. Triumfatorka mistrzostw Afryki w 1996 roku.

## Letnie Igrzyska Olimpijskie 1996
| Konkurencja | Eliminacje                 | Klas. końcowa |
| Konkurencja | Przeciwnik I               | Miejsce       |
| ----------- | -------------------------- | ------------- |
| 56 kg       | Nicola Fairbrother (GBR) P | 20.           |